# 桂三若
桂 三若（かつら さんじゃく）は、上方落語の名。過去に「三若」を名乗った落語家が存在する。
- 桂三若 - 後の桂若枝。

桂 三若（かつら さんじゃく、1970年3月5日 - ）は6代桂文枝一門に属する落語家である。兵庫県神戸市出身。上方落語協会会員。本名∶畑山 昌利。芸能事務所の吉本興業に所属している。
1994年に桂三枝（後の6代目文枝）に入門し「三若」を命名。2001年にNHK新人演芸大賞・落語部門大賞、2005年には「大阪文化祭賞」奨励賞を受賞した。
2007年「桂三若全国落語武者修行ツアー」と称し、47都道府県で471回の落語会を開催。2008年旅をまとめた「ニッポン落語むちゃ修行」刊行。
2011年から吉本興業の地域活性化プロジェクト「あなたの街に住みますプロジェクト」の「住みます芸人」として、2011年より2014年まで秋田県で生活し、2012年にはプロジェクトに参加する芸人を表彰する「日本元気大賞」の第1回大賞を受賞した。秋田県より委嘱を受け「秋田お笑い大使」としても活動し、現在では落語会を担う若手の牽引者として期待されており、その語り姿は高座に上がった瞬間から目が離せないもの凄い引力で、いくつもの声力・表情・しぐさを使い分け、その身ひとつで瞬時に噺の世界をつくり上げ、客席はぐいぐい引き込まれ、気づくと頬が痛くなるほど大笑い。強力な笑いの磁場を生み出す噺家。

## 来歴・人物
神戸学院大学法学部卒業後、1994年に桂三枝（後の6代目文枝）に弟子入りし「三若」を命名。同年5月、「池田一門会」にて初舞台を踏む。
2001年「なにわ芸術祭」新人賞、NHK新人演芸大賞・落語部門大賞を受賞。
2002年の第1回R-1ぐらんぷりでは決勝に進出。
2005年「大阪文化祭賞」奨励賞を受賞。また落語の他、司会業やテレビのバラエティー番組出演などの幅広く活動。
2007年4月からおよそ1年間、仕事をすべて取りやめ、「桂三若全国落語武者修行ツアー」と称し、バイクで日本一周４７都道府県を走り４７１回の落語会を披露する旅を行う。
2008年、旅をまとめた「ニッポン落語むちゃ修行」を刊行。また同年8月には桂ざこばの次女でタレントの関口まいと結婚。
2009年2月1日には、師匠の三枝が司会を務めるテレビ番組『新婚さんいらっしゃい!』に出演した。2010年には長男が誕生したが、翌2011年3月に離婚した。
2011年5月より、吉本興業が企画した地域活性化プロジェクト「あなたの街に住みますプロジェクト」における「住みます芸人」として、秋田県での生活を始め、同年7月には秋田県から「秋田お笑い大使」の委嘱を受ける。活動拠点として秋田市内に「SJK劇場」を開き、同劇場や県内で落語の公演を開く。また秋田県内での行事・祭典に参加すると共に県内のテレビ・ラジオ番組にも出演、地元紙の秋田魁新報にも連載を持つ。さらに、住みます芸人全員が毎日22時から行うUstreamでの動画配信においては視聴数1位を獲得した。これらの活動が評価され、2012年、住みます芸人の優秀者を表彰する「日本元気大賞」の第1回大賞とリーダーシップ部門賞を受賞した。
2014年2月に記者会見を行い「住みます芸人」からの「卒業」を宣言、4月1日より活動拠点を東京に移したが、秋田お笑い大使としての活動は継続している。後に弟弟子の桂三河が秋田県の「住みます芸人」に就任した際は、師匠の文枝と共に記者会見に出席した。
2015年4月、ABS秋田放送 ABSアワーズMVP受賞。
2017年、兵庫県警察と特殊詐欺「防犯落語」を創作しDVD化。全国に貸出し特殊詐欺防止に貢献したとして兵庫県警より感謝状を授与。
2022年4月より活動拠点を東京から関西に移す。

## 出演番組

### レギュラー番組（実績）
- MBS『三枝、きよし興奮テレビ』
- ABC『ナイトインナイト』、『わいどABCでーす、みよ缶』
- KTV『ぶっちゃけ生タマゴン』
- YTV『三枝の荒修行』
- サンテレビ『サンサンチューズデー』
- ABS『エビス堂ゴールド』、『キリンミステリー劇場』
- AKT『がっこ茶っこテレビ』
- ABS/AKT/AAB『あきたびじょん』
- CNAあきたケーブルテレビ『AKITAるJACK』
- MBSラジオ『桂三枝の茶屋町ホテル』
- OBCラジオ『むっちゃ元気』、『すこぶる元気』
- ABSラジオ『桂三若の大好き秋田の海』、『桂三若の寄席場いいのに』、『好きSUKIスキーナウ』、
- FM秋田『桂三若のもう一杯分話そうか』

### 出演番組
- NHK『笑いが一番』、『おはよう日本』、『上方落語の会』
- MBS『上海じゃんけん大使』
- ABC『落語蔵』
- KTV『痛快エブリデイ』、『R1ぐらんぷり』
- YTV『平成紅梅亭』、『桂三兄弟が行く！』
- AAB『ぷあぷあ金星』、『ハタチのキモチ』
- AKT『柳葉敏郎のGIBAちゃんとGOLFへGO！ 』、『スーパージャンピン』、『石垣政和の朝っぱらから失恋します』、『石垣政和のあっぱれ昼飯前』
- MBSラジオ『ありがとう浜村淳です』
- ABS『がけっぷちぇ〜す』

### CM
- 『お好み焼き、てんから』
- 『秋田石材』

### 映画
- 『新橋探偵物語』

### YouTube
- 桂三若の防犯落語（演目：子供の見守り活動）｜兵庫県警公式チャンネル
- 桂三若の防犯落語（演目：架空請求詐欺）｜兵庫県警公式チャンネル
- 桂三若の防犯落語（演目：還付金等詐欺）｜兵庫県警公式チャンネル
- 桂三若の防犯落語（演目：オレオレ詐欺）｜兵庫県警公式チャンネル
- 桂三若の防犯落語２（演目：オレオレ詐欺）｜兵庫県警公式チャンネル
- 桂三若の防犯落語２（演目：悪質な客引きに注意）｜兵庫県警公式チャンネル
- 桂三若の防犯落語２（演目：キャッシュカードをだまし取る詐欺１）｜兵庫県警公式チャンネル
- 桂三若の防犯落語２（演目：キャッシュカードをだまし取る詐欺２）｜兵庫県警公式チャンネル
- 創作落語『住宅ローン滞納!?』桂三若×任意売却Dr.｜任意売却Dr.公式チャンネル
- 桂三若のかんたん信託落語①【はじめての不動産信託】｜ファースト信託公式チャンネル
- 桂三若のかんたん信託落語②【GK-TKスキームと信託】｜ファースト信託公式チャンネル
- 桂三若のかんたん信託落語③【築古物件の信託】｜ファースト信託公式チャンネル
- 桂三若のかんたん信託落語④【バルク不動産の信託】｜ファースト信託公式チャンネル
- 桂三若のかんたん信託落語⑤【遺言代用信託】（家族信託）｜ファースト信託公式チャンネル

## 関連書籍
- 『ニッポン落語むちゃ修行』（寿郎社、2008年、ISBN 978-4902269307）
- ぴあmook関西 『うめだ花月芸人読本』 （ぴあ、2004年9月、ISBN 483560413X）
- 『桂三若 いろはに秋田』 (秋田魁新報社　さきがけ新書、2015年、ISBN 978-4870203693)

### 連載
- 『秋田さきがけ新報』

## 参考資料
- 『落語系圖』（月亭春松編）